# Hacienda Nápoles
Fazenda Nápoles (em castelhano:  Hacienda Nápoles) é o nome que teve o que hoje se conhece e reconhece como o Parque Temático Hacienda Nápoles, definido como um centro de entretenimento familiar, localizado em Puerto Triunfo na Colômbia, cujo eixo central é um enorme santuário para a proteção de fauna em perigo ou ameaçada, parque aquático, conteúdos culturais, lúdicos e ambientais, e uma política constante em resgate e conservação de fauna e flora.
Apesar da associação que seu nome produz com alguns fatos sombrios do passado recente da história colombiana, o Parque Temático Fazenda Nápoles se construiu desde zero, a partir de 2007 quando se propôs sua criação. Desde essa época considera-se como o projeto líder de uma das maiores transformações regionais que tem tido Colômbia depois da desmantelamento do Cartel de Medellín liderado por Pablo Escobar. Hoje em dia está em propriedade do Estado colombiano, porém seus conteúdos são desenvolvidos pela empresa privada.

## História

### Pablo Escobar
A propriedade incluía uma casa colonial espanhola, um parque de esculturas e um zoológico completo que incluía muitos tipos de animais de diferentes continentes, como antílopes, elefantes, pássaros exóticos, girafas, hipopótamos, avestruzes e pôneis. A fazenda também ostentava uma grande coleção de carros e motos antigos e luxuosos, um aeroporto particular, um bordel e até uma pista de Fórmula 1. Montada no topo do portão de entrada da fazenda está uma réplica do avião Piper PA-18 Super Cub (número da cauda HK-617-P).

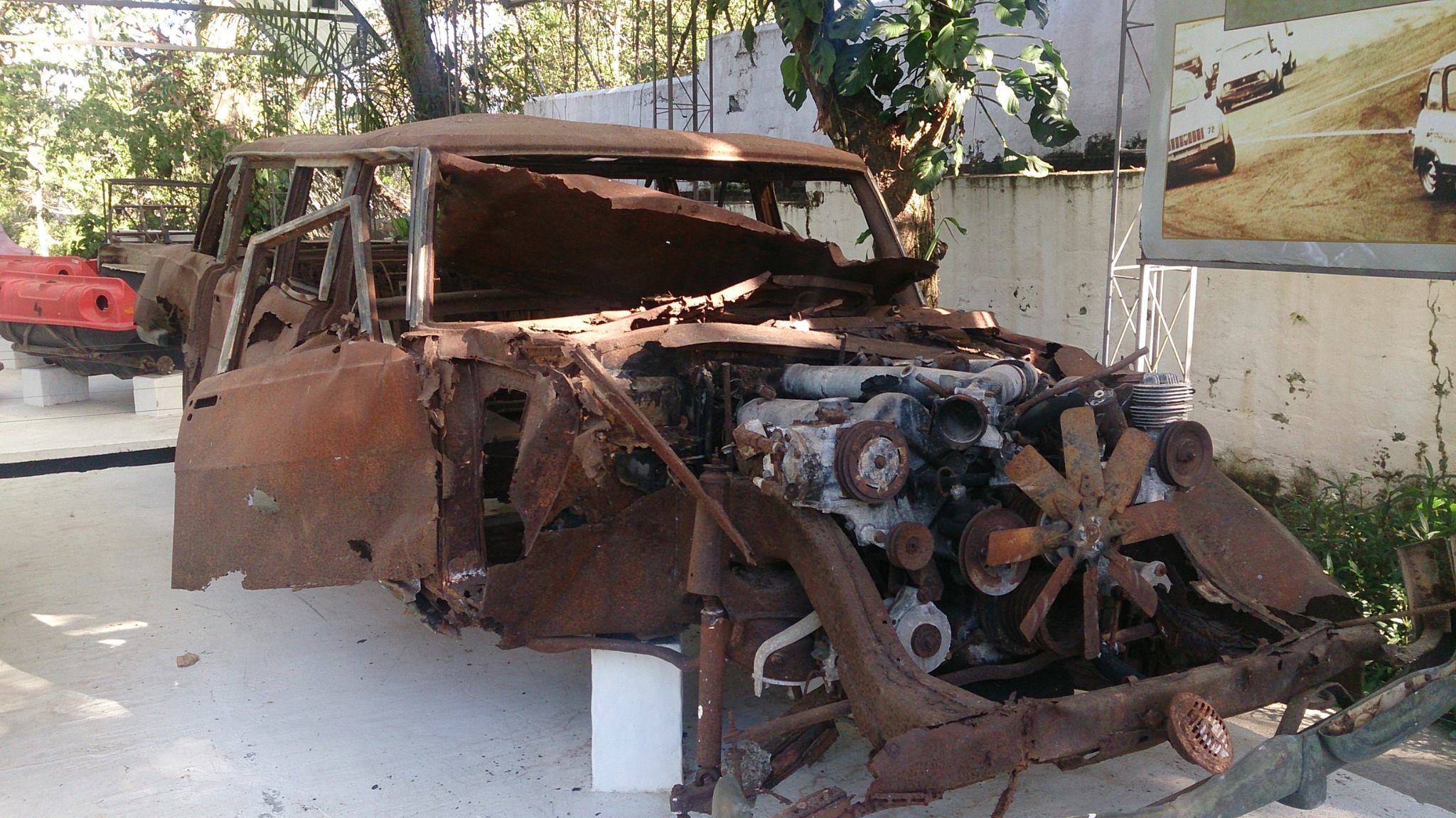
Carcaças dos carros de Pablo Escobar

Na fazenda Nápoles havia uma praça de touros, carros de corrida, jetskis, motocicletas para passeios turísticos, além de um Chevrolet modelo 1934 ao baleado para para parecer ao dos delinquentes Bonnie e Clyde ou Al Capone, a quem o narcotraficante admirava.
A fazenda, cujo terreno foi avaliado por Escobar em 4 500 milhões de pesos colombianos de 1983 (57 milhões de dólares na época), além de ser o lugar de reunião dos líderes do Cartel de Medellín, Gonzalo Rodríguez Gacha, Carlos Lehder, os Irmãos Ochoa Vásquez, etc., foi lugar de reunião e descanso de milhares de visitantes, vinculados ou não, aos negócios do cartel. A fazenda é por si mesma o reflexo da ascensão e queda de Escobar e do Cartel de Medellín; desde 1978 esteve em seu apogeu mas em 1984, depois do assassinato do ministro de justiça Rodrigo Lara Bonilla, a família Escobar refugiou-se em Panamá, motivo pelo que foi descuidada parcialmente.

### Pós-Escobar

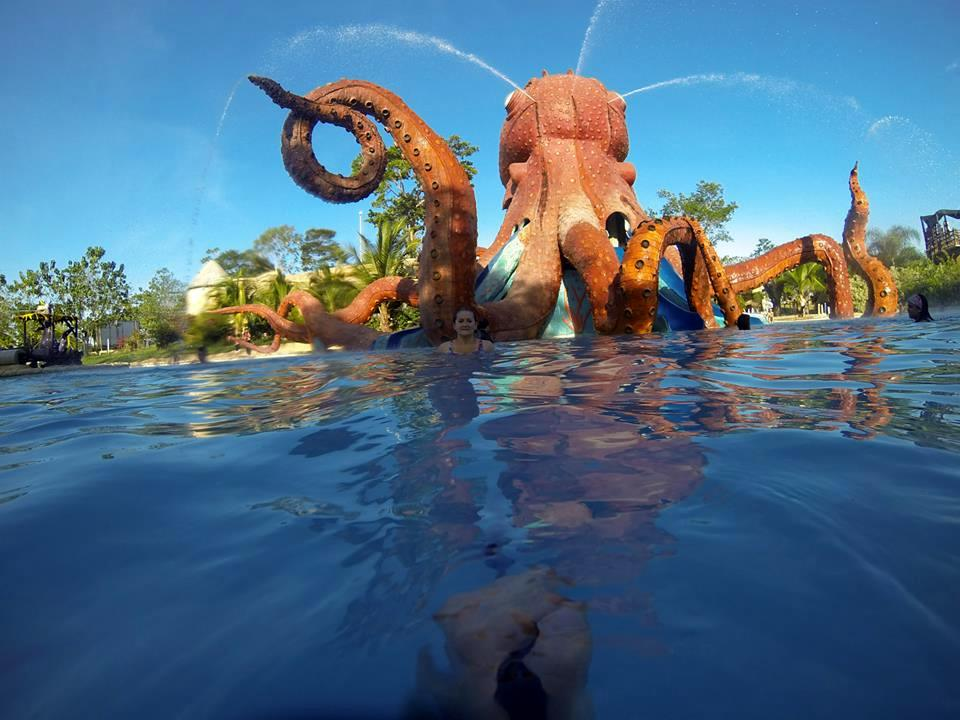
Parque aquático do Parque Temático Hacienda Nápoles

Depois que Escobar foi baleado e morto pela polícia colombiana em 1993, sua família entrou em uma luta legal com o governo colombiano pela propriedade. O governo prevaleceu e a propriedade passou a ser administrada pela prefeitura de Puerto Triunfo. O custo de manutenção do zoológico e dos animais era muito caro para o governo, então foi decidido que a maioria dos animais seria doada para zoológicos colombianos e internacionais.
Em novembro de 2006, a posse da propriedade passou para o governo colombiano e foi avaliada em 5 bilhões de pesos colombianos (aproximadamente 2,23 milhões de dólares). O zoológico da fazenda desde fevereiro de 2019 hospeda bisões, uma cabra rara, um avestruz e zebras. Os hipopótamos de Escobar escaparam e se tornaram selvagens, vivendo em pelo menos quatro lagos da região e se espalhando pelos rios vizinhos. O contato entre os hipopótamos e os pescadores locais levou a pedidos para que a população de hipopótamos fosse abatida. Em 2011, havia pelo menos 30 animais soltos no campo; o grande número de hipopótamos torna difícil encontrar zoológicos nos quais eles possam ser reassentados. Em junho de 2014, a mascote do parque, uma hipopótamo viva chamada Vanessa (que responde pelo nome dela), permanecia no local.
Em 2014, um parque temático africano no estilo "Jurassic Park" estava operando no local, que foi alugado por uma empresa privada. O "Parque Temático Hacienda Nápoles" conta com um parque aquático, uma atração de safári guiado, aquários e uma réplica das cavernas do Parque Nacional Cueva de los Guácharos da Colômbia. Em dezembro de 2018, um ingresso diário para o parque custava 42 000 pesos (cerca de 15 dólares). O Museu Escobar, sua coleção de carros particulares queimados e as "ruínas" abandonadas de sua casa ainda são acessíveis ao público, mas teriam desabado em fevereiro de 2015.

## Impacto ambiental

### Hipopótamos

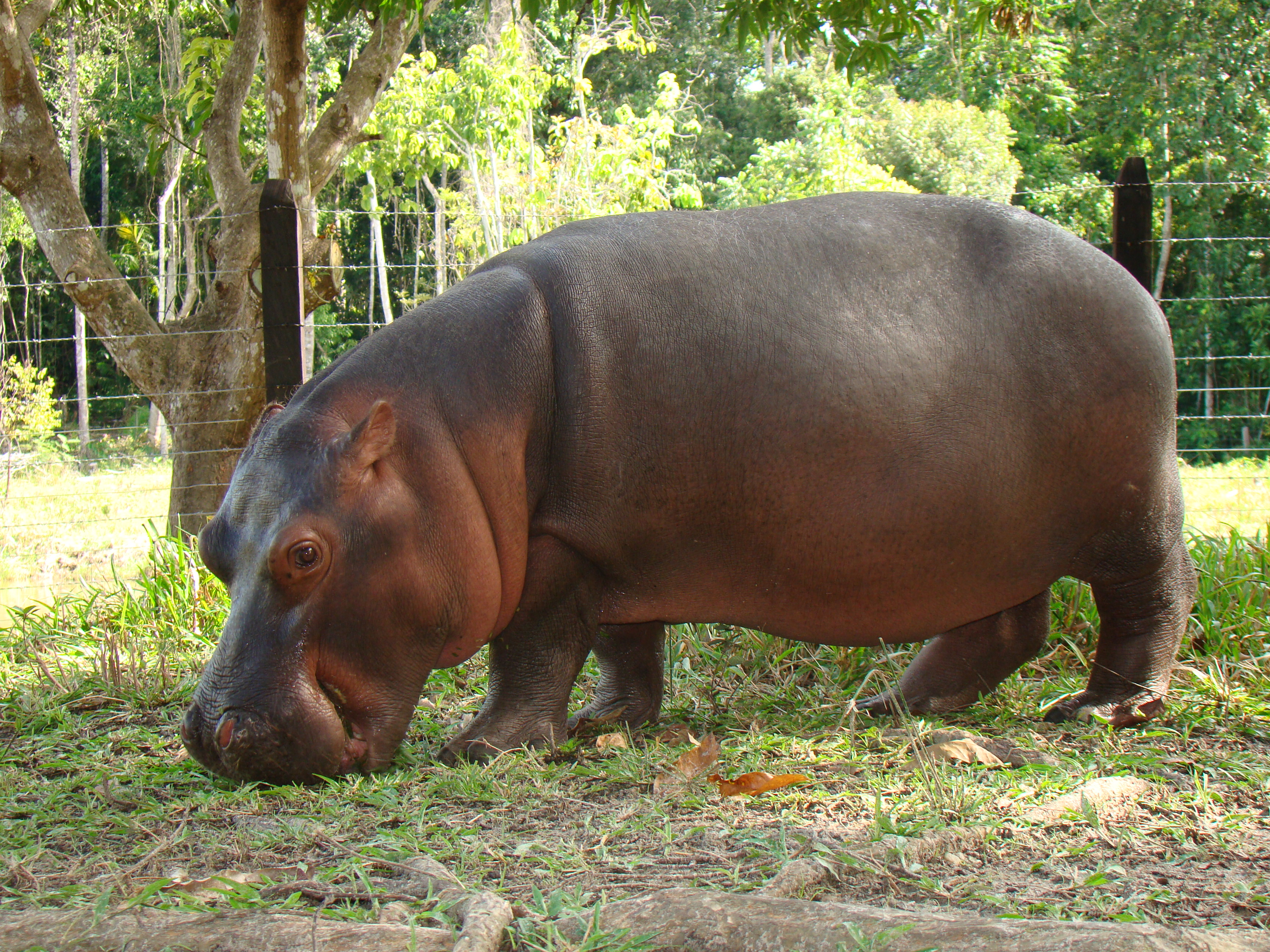
Hipopótamo Vanessa na Hacienda Nápoles

Escobar mantinha quatro hipopótamos em um zoológico particular na Hacienda Nápoles. Eles foram considerados muito difíceis de apreender e mover após a morte de Escobar e, portanto, deixados na propriedade abandonada. Em 2007, os animais se multiplicaram para 16 e começaram a vagar pela área em busca de comida no vizinho rio Magdalena. O National Geographic Channel produziu um documentário sobre eles intitulado Cocaine Hippos.
Um relatório publicado em uma revista estudantil da Universidade de Yale observou que os ambientalistas locais estão fazendo campanha para proteger os animais, embora não haja um plano claro para o que acontecerá com eles. Em 2018, a revista National Geographic publicou outro artigo sobre os hipopótamos que encontrou desacordo entre os ambientalistas sobre se eles estavam tendo um impacto positivo ou negativo, mas que os conservacionistas e locais - particularmente aqueles na indústria do turismo - apoiaram a presença dos animais.
Em janeiro de 2021, os cientistas propuseram sacrificar os agora cerca de 100 hipopótamos, pois eles se dispersaram na bacia do rio Magdalena. Alguns cientistas sugeriram castrar os hipopótamos machos para evitar mais reprodução. Em fevereiro de 2022, o governo colombiano anunciou que os hipopótamos serão declarados uma espécie invasora, a maior do mundo. O hipopótamo foi oficialmente adicionado à lista de espécies exóticas invasoras em 25 de março de 2022. A população chegou a 130 e está projetada para atingir 400 em oito anos. Um método de controle ainda não foi definido.